# Українське вітражне мистецтво
Українське вітражне мистецтво – вид монументально-декоративного мистецтва, один з інструментів організації архітектурно-просторового середовища, який розвивався на теренах України. 

## Історія
Мистецтво українського вітражу бере початок з часів Київської Русі. Україна на певному етапі історії стала культурним осередком, де поєднувалась латинська та візантійська культура, що сприяло розвиткові різних видів мистецтв, в тому числі вітража.
У літописах ХІІІ ст. згадуються церкви Холма, Галича, Перемишля у вікнах яких були «римські шкла».
У XVI-XVII ст. набули поширення гути – майстерні з виробництва скла, з цього часу у народному житловому будівництві почали використовувати скляні шибки.
Відомості про виготовлення віконного скла на Галичині датуються серединою XVI ст. (1550-1570рр.). Скляні гути розміщувались поблизу Старого Галича, Белза і Потелича. На початку XVII ст. така гута почала діяти біля Львова. Виготовлення віконного скла було одним з основних видів промисловості гут XVI-XVII ст. У тих місцевостях, які розміщувались поблизу виробництв, активно використовували скляні шибки у будівництві. В архівних документах 1635 р. зберігаються відомості про кольорові засклення Львівської ратуші, зроблені зі скла місцевих гут. Маляр Войцех використовував шматки шибок, які були виготовлені «лунним способом».
На інших територіях України, зокрема Київщини, Чернігівщини, Полтавщини та Закарпаття скляні гути почали діяти із середини XVII ст.
У науковій праці про українське мистецтво XVII-XVIII ст. Ф. Ернст згадує заводи скляної промисловості на Волині, що активно розвивались і переймали досвід німецької скляної промисловості.
Музейні колекції різноколірних скляних виробів XVIII-ХІХ ст., а також архівні документи щодо майстерень вітражного скла цього періоду, підтверджують існування давньоруських традицій виготовлення кольорового скла в Україні.
Кінець XVII - початок XVIII ст. – період занепаду вітражного мистецтва по всій Європі. Це пов’язано із тенденцією висвітлення внутрішнього простору храмів, як наслідок знищенням вітражних пам’яток. Причиною могли бути як національно-релігійні протистояння, так і те, що в Україні набував поширення ренесансний стиль, який не потребував вітражного оздоблення.
Друга половина XIX ст. – вітражне мистецтво в Україні знову набуває популяризації під впливом постійних взаємодій з Європою. Хвиля відродження торкнулась більше західноукраїнських територій (80-ті роки ХІХ ст.- початок ХХ ст.). Під час реставраційних робіт у храмах кольорові вітражі імпортували з Німеччини, Австрії, Польщі. У Львові стиль робіт мав віденське забарвлення, набули популярності стилізаторські функціональні тенденції, на вікнах характерними стали сецесійні елементи.
Початок відродження вітражного мистецтва на Галицькій території символічно пов’язують із встановленням кольорового вікна у Домініканському соборі у Львові в середині ХІХ ст.
Переймання іноземних стилів вітражного мистецтва в Україні пов’язане з часовою та географічною першістю німецьких, австрійських і польських майстерень. Серед технік виготовлення вітражів були поширені:
- Малювання скляними емалями;
- Класичний мозаїчний вітраж («Musiviche Technik»);
- Стилізовані неготичні обраблення в поєднанні з фігуративними сценами в манері малярства назарейців;
- Насиченість барв, витончений рисунок, вишукана композиція;
- «Мюнхенський живописний стиль» (поширений у храмових спорудах України).[1]

Період з 90-х років ХІХ ст. - до 1920 р. – характеризується новими естетичними уподобаннями в архітектурному мистецтві, зокрема вітражне оздоблення стає модним і затребуваним. Нові тенденції та види мистецтва поширювались на виставках, що проводились у Львові, Стрию, Коломиї, Кракові. Роботи українських митців експонувались на всесвітній виставці у Парижі.
На початку ХХ ст. в Україні набуває поширення унікальний архітектурний стиль – український модерн. Серед його представників О. Лушпинській, В. Садловській, Є. Червінській, Т. Обмінській, А. Захаревич, М. Улям, Ф. Левицький. В декоративне оздоблення фасадів починають впроваджувати народну орнаментику, переважно гуцульську.
Поширення вітражного виробництва продовжилось у 60-80-ті роки ХХ ст. Вітражне мистецтво почали активніше використовувати в інтер’єрі. Характерними ознаками були: монументальність та вузький тематичний спектр. Почали застосовуватись нові об’ємно-просторові композиції, різні техніки кладки та спаювання скла. З’явилась об’ємність у вітражних творіннях, які можна було розглядати як незвичайний скульптурний твір.
Наприкінці ХХ ст. львівські митці почали відроджувати мистецтво вітража. 
У 1999 році у Львові було створено українську професійну Асоціацію художників-вітражистів «ВІКНО». До неї увійшли випускники Львівської академії мистецтв – О. Янковський, А. Винту, І. Гах, А. Курило, О. Личко, Ю. Павельчук, В. Рижанков, І. Тарнавський, О. Шевченко. Їхня основна діяльність - відновлення та реставрація вітражних шедеврів галицького церковного вітража першої третини ХХ ст. та впровадження різноманітних форм існування вітражного мистецтва в сучасній архітектурі.

## Відомі українські вітражисти
- Петро Холодний
- Іван-Валентин Задорожний
- Валерій Шаленко
- Юліан Буцманюк
- Модест Сосенко
- Юліан Захаревич
- Йосип Бокшай
- Анатолій Винту
- Ірина Гах
- Андрій Курило
- Олександр Личко